# France Velkovrh
France Velkovrh, slovenski biolog, malakolog, jamar in numizmatik, * 24. februar 1934, Ljubljana, † 2. september 2009, (?).

## Življenje
Leta 1958 je absolviral iz biologije z delom Nove najdbe in pripombe k dosedanjim opisom podzemeljskih gastropodov iz porečja Ljubljanice, za kar je tudi prejel Prešernovo nagrado. Leta 1962 je diplomiral na Biotehniški fakulteti v Ljubljani, kjer se je pozneje tudi zaposlil kot višji tehnični sodelavec pri organizaciji študijskih programov in pri terenskih raziskavah, zlasti speleobioloških. Upokojil se je leta 1997.

## Delo
Bil je član ljubljanskega Društva za raziskovanje jam, kjer je vseskozi sodeloval v upravnem odboru, tudi kot gospodar in načelnik reševalne skupine (1964). Med letoma 1968 in 1970 je bil v komisiji za jamarsko opremo. Njegovo glavno zanimanje je bilo raziskovanje jamskega živalstva, predvsem ekologije in zoogeografije jamskih mehkužcev. Zbral in uredil je največjo zbirko mehkužcev in zadevne literature v Sloveniji.
Njegov konjiček je bila numizmatika. Zapustil je bogato zbirko kovanega denarja vseh časov.

## Dosežki
Odkril je mnogo novih bioloških vrst. Samostojno ali v soavtorstvu z  Jožetom Boletom in Borisom Sketom je opisal tri rodove, 13 vrst in eno podvrsto mehkužcev.

## Priznanja in nagrade
Po Francetu Velkovrhu so bile imenovane sledeče jamske živali:
- jamski ježek Monolistra velkovrhi Sket, 1960
- polžek prilepek Acroloxus velkovrhi Bole, 1965
- jamski trdoživ Velkovrhia enigmatica Sket et Matjašič, 1971
- rakec ceponožec Elaphoidella franci Petkovski, 1983
- polž kolobarček Gyralina velkovrhi Riedel, 1985
- deževnik Dendrobaena velkovrhi Mršić, 1988
- polžek pljučar Truncatellina velkovrhi Štamol, 1995.